# Émile Kangue
 (janvier 2016).
Si vous disposez d'ouvrages ou d'articles de référence ou si vous connaissez des sites web de qualité traitant du thème abordé ici, merci de compléter l'article en donnant les références utiles à sa vérifiabilité et en les liant à la section « Notes et références ».
Émile Kangue, né le 25 avril 1953 à Édéa, est un chanteur, compositeur et bassiste camerounais. Il est l'un des pionniers du genre musical makossa, notamment du fait de son appartenance à l'ex-groupe camerounais Black Styl, aux côtés d'autres figures du makossa tels que Nkotti François ou Toto Guillaume.

## Biographie

### Enfance et débuts
Émile Kangue, né le 25 avril 1953, est le fils de Joseph Kangue et de Tapita Yaki. Il est l'ainé d'une fratrie de 12 enfants. Il est inscrit à l'école primaire d'Édéa et se rend à Douala pour y poursuivre ses études au lycée. Dans sa jeunesse, Émile Kangue se rend régulièrement à la chorale aux côtés de sa mère pour y chanter en Douala. Après la chorale, il intègre un orchestre scolaire, Les Bandeaux noirs. Afin d'assister aux répétitions de l'orchestre, Kangue devait passer par la fenêtre de sa chambre à cause de l'interdiction que lui imposait ses parents qui considéraient à l'époque que la musique était une affaire de voyous.

### Naissance du groupe Black Styl
Quelque temps plus tard, il monte un groupe au bar Mont Cameroun à Bali avec des musiciens proche de l'un des précurseurs du makossa, Emmanuel Néllé Eyoum, qui prit le nom Les Corniches. Le groupe fut dissout après deux ans d'activités. Au début des années 1970, Émile Kangue rejoint le groupe dans lequel il devient une icône de la musique africaine. Ce groupe adopte le nom de Black Styl, et son leader, Nkotti François, est accompagné à la basse par Émile Kangue lui-même. À l'époque, le groupe n'utilise aucune partition pour ses compositions et commence à jouer au sein du bar Mermoz qui devient par la suite emblématique du fait de la présence régulière des célèbres musiciens. Cette célébrité, ils l'acquièrent tout d'abord localement grâce à des titres comme Black Styl Mwassa, sorte d'hymne qui cite l'ensemble des membres du groupe et dont le nombre est important à cette époque. Durant les 15 ans d'existence du groupe, ce dernier effectue de nombreux concert au sein des différents bars de la ville et décrochent même un contrat pour effectuer une tournée en France de laquelle en a découlé l'album Black Styl à Paris.
À l'issue de celle-ci, Émile Kangue quitte le groupe pour des raisons qui n'ont jamais été évoquées, et entame une carrière en solo.

### Carrière solo
En 1980, Émile Kangue sort l'album solo Dikom Lam La Moto (Mon très cher ami en français) qui connait un grand succès populaire, au-delà même de la ville de Douala. Le titre s'écoule à plus de 50 000 exemplaires et vaut à l'artiste un disque d'or,. En 1987, la chanteuse Charlotte Mbango, au sein de son album Nostalgie effectue une reprise du titre qui, une fois de plus, rencontre un nouveau succès national. Ce succès vaut également à l'interprète de se voir remettre un disque d'or par le styliste Paco Rabanne. Dans les années 1980, Émile Kangue sort l'album Douala infos, dans lequel il utilise les étoiles montantes de la musique camerounaise de l'époque pour les chœurs des différents morceaux, tels que Sissi Dipoko, Charlotte Mbango ou encore Penda Dalle avec lequel il avait collaboré quelques années plus tôt. Pour les arrangements de certaines de ses musiques, Kangue fait appel à l'un des guitaristes africains les plus estimés de son temps, Toto Guillaume, qui est l'un de ses anciens compagnons du groupe Black Styl. C'est ainsi que la médiatisation de titres comme Sumwa Mulema, Diba Di Titi Etom, ou encore Halom, qui est l'une de ses rares compositions écrites en bassa, en font des chansons incontournables du paysage culturel camerounais des années 1980.
Début 2016, à l'occasion de ses 50 ans de carrière musicale, Emile Kangue sort son nouvel album "Massa Chop Chop".